# André Gobert
Pour les articles homonymes, voir Gobert.
André Gobert, né le 30 septembre 1890 à Paris et mort dans la même ville le 6 décembre 1951, est un joueur de tennis français, actif durant les années 1910 et 1920.
Il est notamment double champion olympique lors des Jeux de 1912 à Stockholm.

## Biographie
Henry Maurice André Gobert est né dans le 17e arrondissement de Paris, fils de Jean-Baptiste Gobert, ingénieur civil.
Il signe son premier fait d'arme en 1910 à l'âge de 19 ans en remportant la prestigieuse Wimbledon Plate contre Percival Davson, compétition disputée par les joueurs ayant perdu lors des deux premiers tours du tournoi. En 1911, il devient champion de France en battant le tenant Maurice Germot et remporte aussi le double mixte aux côtés de Marguerite Broquedis. Il obtient ensuite l'une de ses plus belles victoires en gagnant l'épreuve du double du tournoi de Wimbledon avec Max Decugis contre Anthony Wilding et Josiah Ritchie. Ils sont alors les premiers français à inscrire leur nom au palmarès du tournoi.
En 1912, il triomphe en s'adjugeant deux médailles d'or au tournoi en salle des Jeux olympiques de Stockholm. Il s'impose en simple après avoir battu les britanniques Gordon Lowe en demi-finale (6-4, 10-8, 2-6, 2-6, 6-2) et Charles Dixon en finale (8-6, 6-4, 6-4), et en double avec Maurice Germot contre les Suédois Carl Kempe et Gunnar Setterwall. Au mois de juillet, il se distingue lors du tournoi de Wimbledon, ne s'inclinant qu'en finale (All-comers final) contre Arthur Gore.
À partir de 1913, il fait son service militaire au sein du 7e régiment d'artillerie de Toul, ce qui l'oblige à limiter les compétitions et se répercute sur ses résultats. Il atteint néanmoins la finale des championnats du monde sur terre battue à Saint-Cloud, battu en quatre sets contre Tony Wilding. Mal entraîné, il s'y incline l'année suivante en quart de finale. Il participe à la Première Guerre mondiale avec le grade de lieutenant dans l'artillerie, devient observateur en avion puis pilote. Il reçoit les distinctions de chevalier puis Officier de la Légion d'honneur et est décoré de la Croix de guerre. Il reprend ses études à l'issue du conflit. Il se marie le 3 mai 1919 à Estelle Bourceret. Il réside alors avenue Pierre-Ier-de-Serbie.
Après avoir repris sa carrière en mars 1919 à Cannes, il enlève sur les courts du Racing Club de France le tournoi de tennis des Jeux interalliés face à Pat O'Hara Wood, puis parvient jusqu'en quart de finale du tournoi de Wimbledon. Fin novembre, il remporte contre Max Decugis la 2e édition des championnats du monde en salle organisée au Sporting Club de Paris. En 1920, il devient une nouvelle fois champion de France en simple, 9 ans après dernier son titre, battant Decugis, triple tenant du titre en cinq manches. La semaine suivante, il dispute contre William Laurentz la finale des mondiaux sur terre battue mais s'incline une nouvelle fois. En 1921, il est champion de France de double avec William Laurentz.
Moins présent dans les tournois internationaux dans les années 1920, ses derniers résultats notables sont un huitième de finale à Wimbledon en 1921 et un quart de finale aux Internationaux de France en 1925. En plus de ses succès en France, il a remporté à cinq reprises le British Covered Court Championships au Queen's Club en 1911, 1912 et de 1920 à 1922. Il excellait particulièrement sur cette surface puisqu'il a aussi gagné quatre fois le championnat de France en salle entre 1911 et 1913 et en 1920, ainsi que deux fois en double.
Il a disputé cinq rencontres de Coupe Davis avec l'équipe de France de 1912 à 1922. Le journaliste A. Wallis Myers du Daily Telegraph l'a classé 3e joueur mondial en 1919, 5e en 1920, puis 10e en 1921 et 1922.
Membre du Sporting Club de Houlgate, il fait ses débuts comme golfeur à Cabourg en 1921 au point de délaisser peu à peu le tennis. Il devient l'un des meilleurs joueurs français de la discipline en témoigne son titre de champion de France amateur en 1927.
En 1933, il est nommé président de l'association des joueurs de tennis professionnels français. Il a par la suite exercé des activités dans le milieu industriel, devenant directeur d'une manufacture de lainage.
Son fils, Olivier Gobert, a remporté en 1938 la Coupe de l'International Club de France associé à Jean Borotra.
Il est mort en son domicile parisien de l'avenue Émile-Deschanel.

## Palmarès (partiel)

### Titres en simple messieurs
| No | Date       | Nom et lieu du tournoi               | Catégorie     | Surface        | Finaliste      | Score         |          |
| -- | ---------- | ------------------------------------ | ------------- | -------------- | -------------- | ------------- | -------- |
| 1  | 1911       | Championnat de France, Paris         |               | Terre (ext.)   | Maurice Germot | 6-1, 8-6, 7-5 | Parcours |
| 2  | 28-06-1912 | Jeux olympiques d'été, Stockholm     | J. olympiques | Parquet (int.) | Charles Dixon  | 8-6, 6-4, 6-4 | Parcours |
| 3  | 1919       | Championnat du monde en salle, Paris |               | Parquet (int.) | Max Decugis    | 6-3, 6-2, 6-2 |          |

### Finales en simple messieurs
| No | Date | Nom et lieu du tournoi                             | Catégorie | Surface      | Vainqueur        | Score              |          |
| -- | ---- | -------------------------------------------------- | --------- | ------------ | ---------------- | ------------------ | -------- |
| 1  | 1912 | Championnat de France, Paris                       |           | Terre (ext.) | Max Decugis      | NC                 | Parcours |
| 2  | 1913 | Championnat du monde sur terre battue, Saint-Cloud |           | Terre (ext.) | Tony Wilding     | 6-3, 6-3, 1-6, 6-4 |          |
| 3  | 1920 | Championnat du monde sur terre battue, Saint-Cloud |           | Terre (ext.) | William Laurentz | 9-7, 6-2, 3-6, 6-2 |          |

### Titre en double messieurs
| No | Date | Nom et lieu du tournoi      | Catégorie | Surface      | Partenaire  | Finalistes                     | Score                   |          |
| -- | ---- | --------------------------- | --------- | ------------ | ----------- | ------------------------------ | ----------------------- | -------- |
| 1  | 1911 | The Championships Wimbledon | G. Chelem | Gazon (ext.) | Max Decugis | Anthony Wilding Josiah Ritchie | 9-7, 5-7, 6-3, 2-6, 6-2 | Parcours |

### Finale en double messieurs
| No | Date | Nom et lieu du tournoi      | Catégorie | Surface      | Vainqueurs                          | Partenaire  | Score              |          |
| -- | ---- | --------------------------- | --------- | ------------ | ----------------------------------- | ----------- | ------------------ | -------- |
| 1  | 1912 | The Championships Wimbledon | G. Chelem | Gazon (ext.) | Herbert Roper Barrett Charles Dixon | Max Decugis | 3-6, 6-3, 6-4, 7-5 | Parcours |

## Distinctions
- Chevalier de la Légion d'honneur
- Officier de la Légion d'honneur
- Croix de guerre 14-18

## Publication
- Le Tennis, 158 pages, Berger-Levrault éditions, Paris, 1927 - 14e édition (encyclopédie).